# Mundus Cereris
Il Mundus Cereris (mundus di Cerere) era una fossa circolare che, quando aperta, metteva in contatto il mondo dei vivi con il mondo dei morti.

## Descrizione
È parte di una delle tradizioni più oscure e antiche della religione romana arcaica ma l'origine del rituale a essa collegata è molto probabilmente di matrice etrusca. Si tratta di una fossa posta nel santuario di Cerere e consacrata ai Mani, che ha forma circolare a ricordare la volta celeste e l'Universo tutto. Tale pozzo aveva anche la forma simbolica di un utero rovesciato che veniva scavato al centro della città al congiungimento degli assi di decumano e cardo. La fossa rimane chiusa per tutto l'anno ad eccezione di tre giorni in cui si celebra il mundus patet.
Il rito prevedeva infatti che il 24 agosto, il 5 ottobre e l'8 novembre il mundus fosse aperto e pertanto quei giorni erano segnati nel calendario con la dicitura mundus patet, il mundus è aperto. L'apertura del mundus metteva in comunicazione il mondo dei vivi e quello dei morti, i segreti dei Mani si trovano “alla luce” e per questo era proibita ogni attività ufficiale.
Il rito aveva un carattere eminentemente purificatorio, e quindi propedeutico rispetto a eventi sacri che il calendario romano prevedeva nei giorni e soprattutto nel mese immediatamente successivo (Saturnali e Natale del Sole Invitto).
Lo stesso termine mundus designa il "mondare" e il "purificare", così come le consonanti 'm-n-d' sono le stesse della radice indoeuropea che richiama alla parola "bocca", "utero".
In quanto rito purificatorio, al pari del battesimo e di altre cerimonie consimili, il rito di apertura del mundus aveva un carattere iniziatico, in quanto la purificazione è l'operazione sacra che immediatamente e necessariamente precede l'inizio di una nuova vita, individuale (iniziazione propriamente detta) o collettiva (rito religioso), inoltre si tratta di un rito dal carattere ctonio con valenze anche agricole (il 24 agosto era la vigilia degli Opalia, festa che consacrava la messa al riparo del raccolto), cosa che richiama fortemente le valenze originarie di Cerere che la vedevano non solo come divinità che fa crescere le messi ma anche come guardiana della fecondità umana, dei fenomeni tellurici e del mondo sotterraneo dei morti. 
Non a caso il mundus mette in comunicazione l'esterno della Terra con il mondo sotterraneo e gli dèi inferi che lo abitano. Il rituale del mundus patet (il mundus è aperto), che si compiva per tre volte ogni anno, era il momento in cui le anime dei defunti potevano ritornare nel mondo dei vivi e aggirarsi a loro piacimento per la città.
Per la sua funzione, il rituale del mundus si ricollega alle tutte quelle forme rituali storico-antropologiche che contemplano il tema del "mondo alla rovescia", tra cui gli stessi Saturnali, il Samhain, la festa di Halloween, e di qui anche le festività legate ai defunti (Feralia e Culti degli antenati) e più tardi il Carnevale. In letteratura la stessa fossa scavata da Ulisse all'ingresso dell'Ade, nel XI libro dell'Odissea (di questa correlazione si fa menzione nel saggio Omero nel Baltico di Felice Vinci).